# František Balát
František Balát (Hodonín, 1925. július 22. – 1992. április 20.) cseh ornitológus, gyűrűző.

## Élete
A Hodoníni Gimnázium növendéke volt. A második világháború végén már erdészként dolgozott, és Zdenek Kux, illetve Stanislav Sloboda mellett a természettel kezdett behatóbban foglalkozni. 1945-ben Brünnbe ment zoológiát tanulni a Masaryk Egyetemen. Ott doktorált, majd 1949-ben katonai szolgálatát töltötte Pozsonyban, katonazenészként. Két év után rövid ideig Pozsonyban dolgozott a filmgyártásban, illetve a Szlovák Nemzeti Múzeumban. Ezután a Csehszlovák Akadémia Parazitológiai Intézetének munkatársa lett Brünnben, J. Kratochvíl professzor mellett. Utóbbi létrehozta a gerincesek laboratóriumát, melynek Balát első munkatársa lett. 1960-ban itt szerezte kandidatúráját a Csallóköz madárvilágából. E munkahelyén (később Rendszertani és Ekológiai Biológiai Intézet) maradt nyugdíjazásáig.
Már a kezdetekkor szenvedélyesen fényképezett a gyűrűzések alkalmával, melyek során parazitológiai (főként rágótetvekről) vizsgálatokat is végzett. Ornitológiai munkássága során sokat foglalkozott ragadozókkal, seregélyekkel, vizimadarakkal (vízirigó). Részt vállalt Csehszlovákia Faunája - Madarak című mű elkészítésében is.
1966-ban Oxfordban, 1982-ben Moszkvában vett részt nemzetközi ornitológiai kongresszuson. Kubában volt tanulmányúton. A Česká společnost ornitologická tagja. Utolsó előadását a Slovenská ornitologická Spoločnosť éves taggyűlésén tartotta.

## Művei
- 1980 Rok na ptačím potoce
- 1986 Klíč k určování našich ptáků v přírodě